# コンベア440
コンベア440（Convair 440もしくはCV-440）は、アメリカ合衆国のコンベア社が開発したレシプロ双発旅客機である。

## 概要
コンベア340のストレッチ型であり、胴体をさらに0.83m延長した機体である。また他にもエンジンの強化や気象レーダの搭載など多岐にわたって改良されている。そのため、コンベア240の一連のシリーズとしてコンベア240/340/440といった呼ばれかたをする場合もある。またそれぞれをターボプロップ化したコンベア580/600/640もある。全部で153機が生産された。また愛称をメトロポリタン（CV-440 Metropolitan）とされている 。
なお、発展型としてエンジンをイーランド社のターボプロップに変更したものが、カナデアCV-540（コンベア540）であり、カナダ空軍ではCL-66として使われた。

## 日本のコンベア440
日本では全日空がコンベア440の新造機2機を1959年から導入した。与圧装置が装備されていたため「離着陸時に耳が痛くならない」との評判だった。
主に幹線に投入して日本航空のダグラス DC-4のライバルとして活躍することを目論んだが、1960年には日本航空がDC-8の導入で余剰となった大型国際線専用機のDC-6や、日本初のジェット旅客機であるコンベア880を導入したため、やむなくローカル線に回され1965年まで運用した。